# Cazasu
Cazasu est une commune roumaine située dans le județ de Brăila.